# Бредюк Павло Федосійович
Бредюк Павло Федосійович (*27 листопада 1936 р. у с. Стольне, Менський район — †4 травня 2021, м. Чернігів) — український художник, з 1994 року — член Національної спілки художників України.

## Біографічні відомості
Освіту здобув в Іванівському художньому училищі (1963). З 1994 року член Національної спілки художників України.
Більшість картин намальована в жанрі натюрморту та пейзажу: краєвиди Західної України, Чернігівщини, Грузії, Карелії. В своїх працях художник змальовував український народний побут.

## Творча спадщина
«Весняний день» (1979), «Під калиною» (1989), «Старий храм» (1993), «Соняшники» (1995), «Польові квіти» (1996).
Його твори зберігаються у Чернігівському обласному художньому музеї ім. Григорія Ґалаґана та Хмельницькому обласному художньому музеї, а також у Новгород-Сіверському музеї. Багато творів в приватних колекціях, зокрема в місті Черкаси.

## Галерея

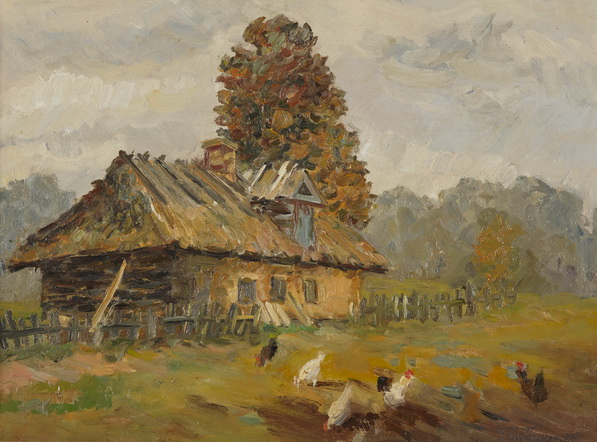
1988 рік, масло
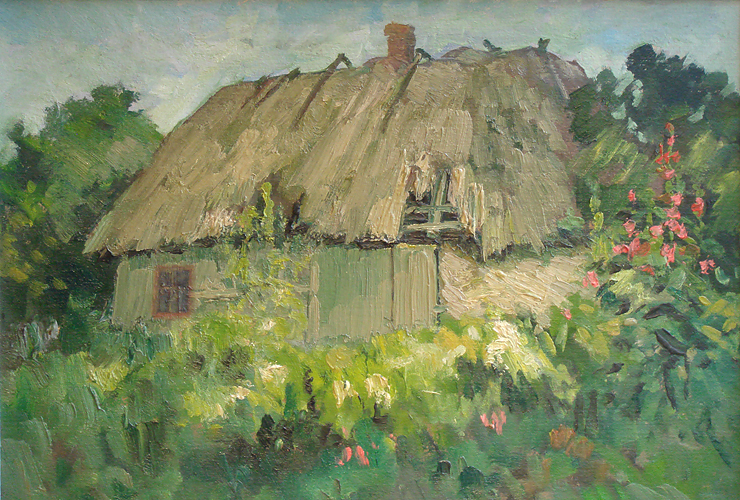
«Стара хата», 1992, 60х45, картон, масло
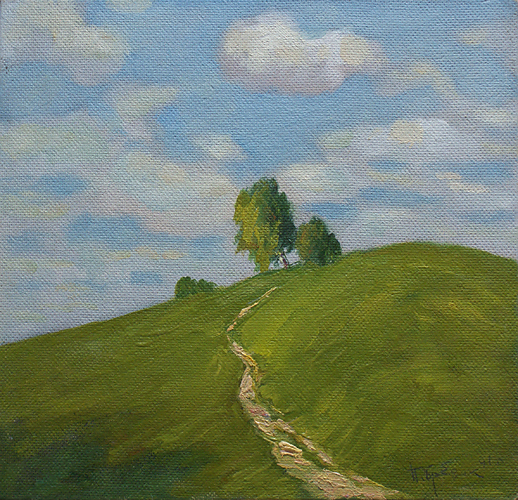
«Дорога в гору», 1990, 31,5х32, картон, масло
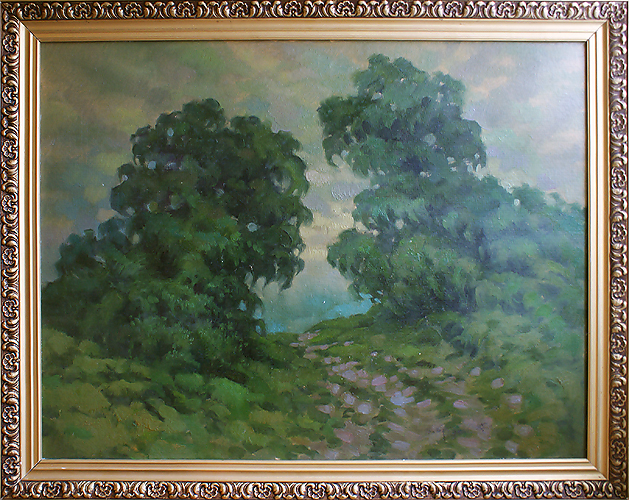
«Зима», 1963, 16х23, картон, масло